# 한국축산경영학회
한국축산경영학회는 축산경영 및 축산정책에 관한 이론을 연구하고 축산경영의 실태를 조사․분석하여 축산경영 합리화의 방안은 물론 적절한 정책의 방향을 제시하여 한국 축산발전과 경제성장에 기여함을 목적으로 2008년 4월 22일 설립된 대한민국 농림수산식품부 소관의 사단법인이다. 사무실은 서울특별시 동대문구 회기동 4-102, 한국농촌경제연구원 내에 있다.

## 주요 사업
- 한국농업정책학회 전문학술지 발간
- 하계학술발표대회, 동계학술발표대회 개최